# 리얼 월드/로드 룰즈 챌린지: 더 인페르노 II
리얼 월드/로드 룰즈 챌린지: 더 인페르노 II(Real World/Road Rules Challenge: The Inferno II)는 《리얼 월드/로드 룰즈 챌린지》의 10번째 시즌으로, 2005년 3월 7일부터 6월 27일까지 방영되었다.